# Кам'янський (Іловлінський район)
Кам'янський (рос. Каменский) — хутір у Іловлінському районі Волгоградської області Російської Федерації.
Населення становить 46 осіб. Входить до складу муніципального утворення Новогригор'євське сільське поселення.

## Історія
Хутір розташований у межах українського історичного та культурного регіону Жовтий Клин.
Від 1965 року належить до Іловлінського району.

## Населення
| 2010 |
| ---- |
| 46   |